# Mihr Nigar Khanum
Mihr Nigar Khanum (fl. 1475 - 1507) è stata una principessa mongola, figlia di Yunus Khan del Moghulistan e zia materna di Babur, fondatore dell'Impero Moghul.

## Biografia
Mihr Nigar Khanum era la figlia maggiore di Yunus Khan, khagan del Moghulistan e discendente diretto di Gengis Khan, e della sua consorte principale, Aisan Daulat Begum. Aveva due sorelle minori, Qutlugh Nigar Khanum e Kubh Khanum. 
Nel 1475, sposò Ahmed Mirza, figlio ed erede di Abu Sa'id Mirza, sovrano timuride, e governante di Samarcanda e Bukhara. Sua sorella Qutlugh Nigar e la sua sorellastra Sultan (nata dalla seconda consorte Shah Begum) sposarono due figli minori di Abu Sa'id Mirza, rispettivamente Umar Shaikh Mirza II e Mahmud Mirza. Tutti e tre furono matrimoni politici atti a mettere pace tra le due nazioni. 
Mihr rimase vedova, senza aver avuto figli, nel 1494.  
Nel 1500, rimase coinvolta nel conflitto fra suo nipote Babur, figlio di sua sorella Qutlugh, e Muhammad Shaybani, khan ubzeko degli Shaybanidi. A luglio di quell'anno, venne catturata dagli uzbeki e consegnata a Shaybani, che la sposò con la forza. Venne tuttavia ripudiata nel 1501, quando Shaybani decide di sposare invece Khanzada Begum, sorella maggiore di Babur.  
Riconsegnata a Babur, rimase alla sua corte fino al 1507, quando decide di seguire il suo fratellastro Khan Mirza e la sua matrigna Shah Begum a Badakhshan. Tuttavia, durante il viaggio, nei pressi di Qila 'Zafar, furono attaccati da una banda di predoni guidata da Abubakr Dughlat, che rapì lei e Shah e le tenne prigioniere fino alla morte.  